# Sericostoma turbatum
Sericostoma turbatum là một loài Trichoptera trong họ Sericostomatidae. Chúng phân bố ở miền Cổ bắc.